# Akrotiri (poluotok)
| grad Limassol Zaljev Akrotiri Limasolsko sl. jezero poluotok Akrotiri Zaljev Episkopi Rt Zevgari Rt Gata |

Poluotok Akrotiri je kratki poluotok na kojem se nalazi najjužnija točka otoka Cipra. Okružen je zaljevom Episkopi na zapadu i zaljevom Akrotiri na istoku i ima dva rta na jugozapadu i jugoistoku, poznata kao rt Zevgari i rt Gata.
Najistaknutije značajke poluotoka su Limasolsko slano jezero i zračna luka RAF Akrotiri.
U prosincu 2018., tijekom dvanaeste sezone iskapanja na lokaciji Katalymata ton Plakoton, ciparski je odjel za antikvitete otkrio bizantsku crkvu s mozaicima uključujući natpise u savršenom stanju koji datiraju iz vremena vladavine cara Heraklija. Grčki kršćanski natpis opisuje tekst "Moj Gospodine, pomozi onima koji časte tvoje ime".
Močvare sjeverno od Limasolskog slanog jezera sadrže dokaze o klimatskim promjenama iz brončanog doba.

## Vanjske poveznice
|  | Zajednički poslužitelj ima još gradiva o temi Akrotiri (poluotok) |